# Chris Norman
Chris Norman (sinh ngày 25 tháng 10 năm 1950) là một ca sĩ, nhạc sĩ soft rock người Anh. Ông đồng thời là trưởng nhóm nhạc glam rock Smokie, rất lừng danh tại Âu châu thập niên 1970.

## Xuất bản phẩm âm nhạc

### Album solo
- 1982: Rock Away Your Teardrops
- 1986: Some Hearts Are Diamonds
- 1987: Different Shades
- 1988: Hits from the Heart
- 1989: Break the Ice
- 1991: The Interchange
- 1992: The Growing Years
- 1993: Jealous Heart
- 1994: The Album
- 1994: Screaming Love Album
- 1995: Every Little Thing
- 1995: Reflections
- 1997: Into the Night
- 1997: Christmas Together
- 1999: Full Circle
- 2000: Love Songs
- 2001: Breathe Me In
- 2003: Handmade
- 2004: Break Away
- 2005: One Acoustic Evening - CD & DVD (Live at the Private Music Club/Live in Vienna)
- 2006: Million Miles
- 2006: Coming Home
- 2007: Close Up
- 2009: The Hits! From His Smokie And Solo Years
- 2009: The Hits! Tour - Live at the Tempodrom, Berlin (Deutschland) DVD
- 2009: The Hits! Tour - Live at the Tempodrom, Berlin (Dänemark) DVD
- 2011: Time Traveller
- 2013: There And Back

### Album với ban nhạc Smokie
- 1975: Pass It Around
- 1975: Changing All the Time
- 1976: Bravo präsentiert: Smokie (Germany)
- 1976: Midnight Café
- 1976: Smokie
- 1977: Greatest Hits
- 1977: Bright Lights & Back Alleys
- 1978: The Montreux Album
- 1979: The Other Side of the Road
- 1980: Greatest Hits Vol. 2
- 1981: Smokie-The Very Best of Smokie
- 1981: Solid Ground
- 1982: Die großen Erfolge einer Supergruppe (Germany)
- 1982: Midnight Delight
- 1982: Strangers in Paradise
- 1990: Smokie Forever
- 1994: The Collection - Komplett 'B' platten 1975-78 (Germany)
- 1998: Live - The Concert (Live in Essen/Germany 1978)

### Đơn ca
- 1970: "Stumblin' In" (with Suzi Quatro) b/w "A Stranger With You"
- 1982: "Hey Baby"
- 1983: "Love Is a Battlefield"
- 1984: "My Girl and Me"
- 1986: "Midnight Lady" b/w "Woman"
- 1986: "Some Hearts Are Diamonds" b/w "Till The Night We'll Meet Again"
- 1987: "No Arms Can Ever Hold You" b/w "Hunters of the Night"
- 1987: "Sarah"
- 1988: "Broken Heroes" b/w "Broken Heroes" (Instrumental and Radio Version)
- 1988: "I Want to Be Needed" (with Shari Belafonte) b/w "I Want to Be Needed" (Instrumental and Radio Version)
- 1988: "Ordinary Heart"
- 1988: "Wings of Love"
- 1989: "Back Again"
- 1989: "Keep the Candle Burning"
- 1991: "If You Need My Love Tonight"
- 1992: "I Need Your Love" (with Suzi Quatro)
- 1993: "Come Together"
- 1993: "Goodbye Lady Blue"
- 1993: "Growing Years"
- 1993: "Jealous Heart"
- 1994: "As Good As It Gets"
- 1994: "I Need Your Love"
- 1994: "Wild Wild Angel"
- 1995: "Goodbye Lady Blue"
- 1995: "Obsession"
- 1995: "Red Hot Screaming Love"
- 1996: "Fearless Hearts"
- 1996: "Reflections of My Life"
- 1996: "Under Your Spell"
- 1997: "Baby I Miss You"
- 1997: "Into the Night"
- 1999: "Oh Carol"
- 2000: "Mexican Girl"
- 2002: "Ich Mache Meine Augen Zu" (with Nino de Angelo)
- 2003: "Keep Talking"
- 2004: "Amazing"
- 2004: "Only You"
- 2004: "Too Much / Without Your Love"
- 2006: "Without Your Love" (UK)
- 2009: "Endless Night"
- 2011: "Chasing Cars"